# Feichsen (Gemeinde Purgstall)
Feichsen ist eine Ortschaft und eine Katastralgemeinde in der Marktgemeinde Purgstall an der Erlauf in Niederösterreich.

## Geografie
Das Dorf liegt drei Kilometer westlich von Purgstall im Tal der Feichsen (auch Feichsenbach genannt), die in Purgstall in die Erlauf mündet. Zur Ortschaft gehören auch die Lagen Fuchshof, Großgstreit, Hackelhof und Spadenhof.

## Geschichte
Der Ort konstituierte sich nach den Reformen 1848/1849 als selbständige Gemeinde und war zunächst dem Amtsbezirk Scheibbs und ab 1868 dem Bezirk Scheibbs unterstellt. Laut Adressbuch von Österreich waren im Jahr 1938 in der Ortsgemeinde Feichsen ein Gastwirt, ein Gemischtwarenhändler, ein Schmied, ein Wagner und mehrere Landwirte ansässig.  Um 1970 wurde die Gemeinde Feichsen mit den Gemeinden Rogatsboden, Zehnbach, Schauboden, Petzelsdorf, Sölling und Hochrieß mit Purgstall vereint.

## Sehenswürdigkeiten
Die römisch-katholische Filialkirche Feichsen ist dem hl. Nikolaus geweiht.